# Alfred H. Grebe

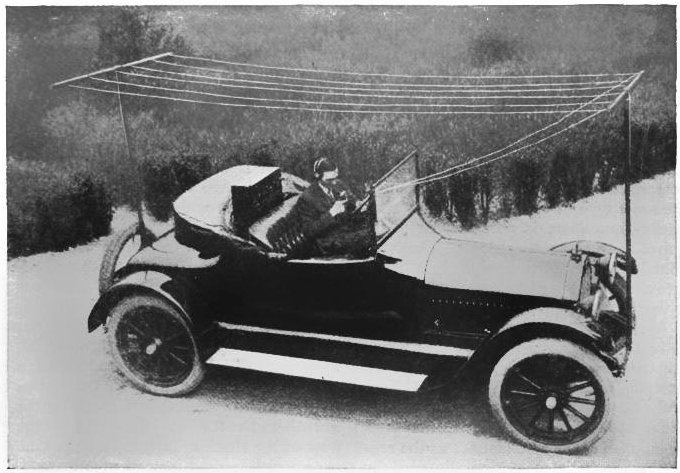
Đài vô tuyến trên ô tô tự chế của Grebe, hình chụp vào năm 1919

Alfred H. Grebe (1895–1935) là người tiên phong trong lĩnh vực phát thanh và là nhà sản xuất thiết bị vô tuyến đến từ New York. Ông được coi là người thử nghiệm phiên bản đầu tiên của đài vô tuyến trên ô tô, đặt nền tảng cho sự nảy nở nền văn hóa ô tô trong những năm 1920.
Ông sinh ra ở vùng Richmond Hill thuộc quận Borough, Queens, New York. Hồi lúc 9 tuổi ông được cha mình tặng cho cái radio, và sớm trở thành một chuyên gia mà giáo viên khoa học của ông tại Trường Công lập số 88 ở Jamaica kể lại là Alfred biết nhiều hơn ông tưởng. Từ trường công lập, ông nhập học một trường dạy nghề ở Jamaica, và một trường phát thanh thương mại ở Manhattan, New York, nơi ông thực hiện các thí nghiệm của riêng mình. Đến năm 15 tuổi, ông trở thành một nhà khai thác vô tuyến thương mại được cấp phép, và đi làm nhân viên vận hành đài phát thanh trên tàu. Sau ba năm hoạt động trên tàu (trong thời gian đó ông đi đến Ấn Độ), ông bèn quay trở về Long Island, nơi có trạm thương mại đầu tiên trên đảo được xây dựng tại Sayville.  Ông nhận một chân điều hành ở đây. Sau đó, bởi vì hiện tại có một cơn sốt radio, một số bạn bè đã nhờ ông tạo giùm những cái máy thu cho họ. Sau khi làm một vài bộ, ông quyết định đi vào sản xuất thương mại.
Năm 1914, ông phát hành quyển catalog đầu tiên của mình và thành lập một nhà máy ở Richmond Hill trên cùng một khu nhà ở của ông và nhanh chóng có thể sản xuất tất cả các thành phần cần thiết để lắp ráp một đài phát thanh và cũng có các phòng thí nghiệm nghiên cứu. Đến năm 1922, ông đã dỡ bỏ ngôi nhà của mình để xây dựng một nhà máy lớn hơn trên địa điểm đó.
Để kích thích lợi ích công cộng, ông đã thiết lập một số đài phát thanh: một cái (WAHG) được nhận dạng bằng chữ cái của chính tên mình; cái khác (WBOQ) thì ghép thêm mẫu tự Borough of Queens. (dòng chữ WAHG này, dù vài lần thay đổi mẫu tự, ngày nay WCBS, vẫn còn là một đài phát thanh lớn ở thành phố New York.) Ông đứng ra thành lập một công ty truyền thanh gọi là "Atlantic Broadcasting Corporation" (đổi WAHG sang WABC vào ngày 1 tháng 11 năm 1926) giúp vận hành các đài này cho tới khi ông bán lại cho CBS vào tháng 1 năm 1929.
Quản lý quan hệ công chúng của Grebe, Bill Schudt, Jr., vẫn ở lại với CBS sau đợt bán WABC. Khi đài truyền hình W2XAB bắt đầu thử nghiệm vào năm 1931, Schudt trở thành giám đốc truyền hình đầu tiên của CBS. Ông nghỉ hưu khỏi mạng lưới truyền thanh vào năm 1966 trong vai trò là giám đốc quan hệ chi nhánh.
Công ty sản xuất của Alfred Grebe, A. H. Grebe and Co. Inc., được đổi tên thành Grebe Radio and Television Corporation và dời khỏi Richmond Hill sang Manhattan vào năm 1933.
Năm 1935, Grebe trải qua một cuộc phẫu thuật dạ dày tại Bệnh viện Post-Graduate Hospital ở Manhattan. Ông trở nên ốm yếu sau ca phẫu thuật và chết sau đó vào ngày 24 tháng 10 cùng năm.
Năm 2017, Grebe was được vinh danh là "Cha đẻ của NewsRadio880" trong một loạt tin tức kỷ niệm 50 năm của WCBS.